# Har Ẕova
Har Ẕova (hebreiska: הר צובה) är ett berg i Israel.   Det ligger i distriktet Jerusalem, i den centrala delen av landet. Toppen på Har Ẕova är 758 meter över havet.
Terrängen runt Har Ẕova är lite kuperad.Runt Har Ẕova är det tätbefolkat, med 913 invånare per kvadratkilometer. Närmaste större samhälle är Jerusalem, 8,7 km öster om Har Ẕova. Omgivningarna runt Har Ẕova är i huvudsak ett öppet busklandskap.